# Jiří Křenek
Jiří Křenek (* 25. února 1974 Praha) je současný český fotograf, který se zaměřuje na oblast motoristického sportu. Jako jeden z mála občanů České republiky má akreditaci k fotografování závodů Formule 1. Vedle motoristických snímků zpracovává také sociologicky laděné dokumentární soubory - mj. o hypermarketech, satelitních vesničkách (tzv. sídelní kaši) a fenoménu mobilního telefonu. Jeho aktuální volnou tvorbou jsou dokumenty z prostředí in-line bruslařů a hráčů počítačových her.
Křenek absolvoval Střední odborné fotografické učiliště v Praze a Institut tvůrčí fotografie Slezské univerzity v Opavě. Ještě během studií na učilišti začal pracovat pro vydavatelství časopisů Axel Springer, konkrétně pro jím vydávané motoristické časopisy.
Za své fotografie získal několik cen – mimo jiné dvě 1. místa v soutěži Czech Press Photo (2000, 2002), grant pražského primátora (2001), hlavní cenu Talentinum (2001), 1. cenu za nejlepší výtvarnou fotografii motoristického sportu v Paříži (2004) nebo Cenu Jaromíra Funkeho za druhé místo v soutěži o nejlepšího českého fotografa do 35 let (2004).